# Zupa grochowa
Zupa grochowa (grochówka) – zupa przyrządzana z łupanego grochu, np. na wędzonce, z dodatkiem ziemniaków, czosnku i majeranku.
Grochówka podawana jest często na imprezach masowych. Stanowi jedną z potraw serwowanych w wojsku (grochówka wojskowa).
Możliwe jest przyrządzenie zupy grochowej z grochu zielonego.